# Acrocercops ennychodes
Acrocercops ennychodes là một loài bướm đêm thuộc họ Gracillariidae. Nó được tìm thấy ở Queensland.